# Agnieszka Smoczyńska
Agnieszka Smoczyńska (Breslávia, 18 de maio de 1978) é uma escritora e cineasta polonesa.